# Endothenia informalis
Endothenia informalis es una especie de polilla del género Endothenia, categorizada en la tribu Olethreutini, de la subfamilia Olethreutinae.

## Distribución
Se distribuye por China.

## Taxonomía
Fue descrita por Caradja & Meyrick en 1935 y publicada en (Argyroploce), Mat. Microlepid. Fauna Chin. Prov.: 59.